# Lugnet-Barkdal
Lugnet-Barkdal är ett naturreservat i Leksands kommun i Dalarnas län.
Området är naturskyddat sedan 2009 och är 21 hektar stort. Reservatet består av äldre tallskog som norrut övergår i lövskog.